# トナリnoとなり
『トナリnoとなり』は、1992年3月30日から1993年3月19日まで関西テレビで放送された関西ローカルのワイドショー。放送時間は毎週月曜 - 金曜 9:55 - 11:25 (JST)。 

## 出演者

### 司会
- 杉山一雄
- 吉沢京子（月〜水）1992年9月まで
- 斉藤とも子（月〜水）1992年10月から
- ホーン・ユキ（木・金）

### アシスタント
- 島かおる（水曜のみ）

### 音楽
- キダ・タロー

### コメンテーター
水曜日
- 中島貞夫（映画監督・脚本家・作詞家）
- 高市早苗（政治家）
- 叶麗子（演歌歌手）
- 長江健次（俳優・タレント）
- こだま愛（女優・元宝塚歌劇団月組）
- 麻乃佳世（女優・元宝塚歌劇団月組）

木曜日
- キダ・タロー（作曲家）
- 木田美千代（タレント・キダ・タロー夫人）
- 宮川大助・花子（漫才師）

金曜日
- 苅谷俊介（俳優・古代史研究）
- 奥村彪生（料理研究家）
- タージン（リポーター）

## スタッフ
- プロデューサー：澤田直彦
- ディレクター：安藤和久・中澤健吾・山口泰弘／勝野彰洋・三谷祐二・塩崎智晴
- 制作協力：アバンテ・泉放送制作・ブレーントラスト
- ロケ撮影：MONO・ぐるっぺ・ブレーントラスト
- 制作著作：エイトプロダクション・関西テレビ

| 関西テレビ 平日午前のローカル情報番組     | 関西テレビ 平日午前のローカル情報番組            | 関西テレビ 平日午前のローカル情報番組                                |
| 前番組                                    | 番組名                                           | 次番組                                                               |
| ----------------------------------------- | ------------------------------------------------ | -------------------------------------------------------------------- |
| Aタイム （1989年10月2日 - 1992年3月27日） | トナリnoとなり （1992年3月30日 - 1993年3月19日） | やる気タイム・10 ↓ 痛快!エブリデイ （1993年10月4日 - 2008年6月27日） |

| スタブアイコン | サブスタブ | この項目は、まだ閲覧者の調べものの参照としては役立たない、テレビ番組に関連した書きかけの項目です。この項目を加筆・訂正などしてくださる協力者を求めています（P:テレビ/PJ:放送または配信の番組）。 |